# 伊藤鑛二
- 伊藤鑛二
- 伊藤鐄二
- 伊藤金黄二

伊藤 鑛二（いとう こうじ、1933年3月17日 - 2001年1月21日）は、日本のアナウンサー。日本放送協会（NHK）チーフアナウンサー。
鑛ではなく、金編に黄を組み合わせた文字（機種依存文字）を充てる場合もある。

## 来歴・人物
満州国大連市（のちの中華人民共和国旅大市）出身。南山大学文学部英文科卒業。
1955年（昭和30年）にNHKへ入局。以来、アナウンサーとして活動。その間、ボイス・オブ・アメリカ（VOA）への第6期派遣日本語アナウンス担当者として乗兼英史や民放在職の宇多光雄（毎日放送）とともに出向した。1971年にチーフアナウンサーへ就任。
NHKを退局し1988年4月、日本人のための2年制大学のCICカナダ国際大学理事に就任。大学での経営面を担当。
2001年（平成13年）1月21日午前11時37分、肝不全のため、東京都大田区の病院で死去。67歳没。

## 過去の担当番組
※特記なき限り、NHKの番組。
- 女性手帳（総合テレビ。1967年4月10日 - 1968年3月）
- あなたのメロディー[注 12]（総合テレビ。1968年4月 - 1972年3月）
- ニュースセンター9時[注 13]（総合テレビ） - 磯村尚徳がメインキャスターを務めていた時代[注 14]に、サブキャスターを担当[10]。
- ニュースセンターリポート
- スタジオ102（斎藤季夫のリリーフ 総合テレビ 1977年8月22日 - 8月27日）
- NHKニュース (午後7時)（総合テレビ）[注 15]
  - 月・火曜 1980年4月 - 1982年3月
  - 平日 1982年4月 - 1985年3月
- 教育テレビスペシャル テレビ評伝（1）「福沢諭吉」[14][15]（1983年3月21日、教育テレビで放送[14][15]） - 語り手アナウンサー[14]
- クイズ・紙と鉛筆をどうぞ（総合テレビ。『クイズ百点満点』の前身となった特別番組。1987年3月・5月放送時にて、渡邊あゆみ・田畑彦右衛門とともに司会を担当[11][16]）